# Gater
Als Gater (englisch) bezeichnet man einen tontechnischen Effekt in einem Rig, der ein akustisches Signal, etwa die Stimme oder eine Streicher-Fläche, rhythmisch unterbricht.

## Funktionsweise
Der Gater-Effekt wird durch ein rasches, rhythmisches Ein- und Ausblenden der Lautstärke erreicht, 
wodurch perkussive Pausen im Klangmaterial entstehen, was einen hypnotischen Effekt erzielt.
Um einen Gater-Effekt zu produzieren, werden heute in der Regel Software-Plugin-Effekte (etwa VST) oder seltener externe Dynamik-Prozessoren verwendet. Früher wurde ein typischer Gater-Effekt jedoch mithilfe eines MIDI-steuerbaren Mischpults und MIDI-Mute-Befehlen produziert. Der Effekt lässt sich ebenso mit einem extrem eingestellten Tremolo-Effektgerät erzeugen.

## Anwendung
Eingesetzt wird der Gater-Effekt vor allem in der Techno- und Trance-Musik. Daher bieten moderne Software-Synthesizer oftmals eine eingebauten Gater-Effekt, der dem Ausgangsklang zugeschaltet werden kann.

## Klangbeispiele
- Gesangsstimme bei In Another Land von The Rolling Stones (1967)
- Gitarre und teilweise Gesangsstimme bei Crimson and Clover von Tommy James & the Shondells (1968)
- E-Gitarre bei How Soon is Now? von The Smiths (1985)